# Callichroma cyanomelas
Callichroma cyanomelas é uma espécie de coleóptero da tribo Callichromatini (Cerambycinae); com distribuição no México ao Panamá.